# Gerardo de Cambrai
Gerardo de Cambrai o de Florennes (ca. 975 - 14 de marzo de 1051) fue obispo de Cambrai desde 1012 hasta su muerte, y uno de los intelectuales europeos más influyentes del entorno del año mil.
Era el hijo segundo de Arnoldo de Rumigny, señor de Florennes, hijo a su vez de Godofredo I de Verdún, conde de Hainaut.
Fue discípulo de Gerberto de Aurillac, el futuro papa Silvestre II.
Se opuso a Adalberón de Laon sobre el tema de la Paz de Dios, en una polémica que mantuvieron hacia el año mil. Ambos estuvieron entre los que desarrollaron la idea del triestamentalismo como justificación del sistema social feudal, en la tradición del agustinismo político.
Fue capellán del emperador Enrique II, que le nombró obispo el 10 de febrero de 1012; tras lo que fue consagrado en Reims el 27 de abril. Apoyó a Enrique en sus negociaciones con Roberto el Piadoso, rey de Francia. También intervino en la querella de las investiduras.
En 1024 Gerardo convocó un sínodo en Arrás para combatir la herejía de Gundolfo, que negaba la eficacia de la eucaristía. En el Acta Synodi Atrebatensis se recogió un sumario de la doctrina cristiana tal como se concebía en el siglo XI. Entre otras cuestiones, se citaba la práctica de las paces. Según el texto, los herejes quedaron convencidos con el magisterio de Gerardo, renunciaron a la herejía y se reconciliaron con la Iglesia.
En el mismo año de su consagración, 1012, siendo todavía canónigo de Reims, fundó la abadía de San Juan Bautista de Florennes; frente a la que puso como primer abad a Ricardo de Verdún, un reformador monástico al que Gerardo apoyaba. En 1015, junto con su hermano Godofredo, hizo donación del monasterio de Florennes a la iglesia de Lieja. Los textos realizados en ese scriptorium durante esa época muestran una técnica de escritura innovadora: la separación de las palabras mediante espacios.